# Sound of Mull
Sound of Mull er et sund mellem øens Mull i de Indre Hebrider og Skotlands hovedland. Det er en del af Atlanterhavet.
The Sound of Mull Project er et Scottish Sustainable Marine Environment Initiative (SSMEI) plan styret af Argyll and Bute Council hvis formål er at planlægge aktiviteter i sundet relateret til miljø, hav og kyst.
Den største bosættelse ud til sundet er Tobermory på Mull, der ligger nær den nordlige indsejling til Sound of Mull.